# Kuantan Babu
Kuantan Babu is een bestuurslaag in het regentschap Indragiri Hulu van de provincie Riau, Indonesië. Kuantan Babu telt 3184 inwoners (volkstelling 2010).